# Stomoxys transvittatus
Stomoxys transvittatus är en tvåvingeart som beskrevs av Villeneuve 1916. Stomoxys transvittatus ingår i släktet Stomoxys och familjen husflugor. Inga underarter finns listade i Catalogue of Life.